# Gandän
Gandän (tibetsky: དགའ་ལྡན། Dga'-ldan) je jedním ze tří nejvýznamnějších gelugpovských klášterů v Tibetu. Nachází se v přírodním amfiteátru nad údolím řeky Kyi, 47 km od Lhasy, v nadmořské výšce 4500 m.
Zbývající dva nejvýznamnější gelugpovské kláštery v Tibetu jsou Sera a Däpung. Gandän byl založen jako první z těchto klášterů (v roce 1409) a jako jediný byl založen přímo Congkhapou, zakladatelem školy Gelugpa. První festival Mönlam se konal v Gandänu.
Nejvyšší představený kláštera Gandän je Gandän thipa (Dga'-ldan khri-pa), který je současně hlavou Gelugpy.
Během čínské kulturní revoluce byl Gandän prakticky srovnán se zemí. Nyní je však postupně restaurován a je znovu v provozu.

## Galerie

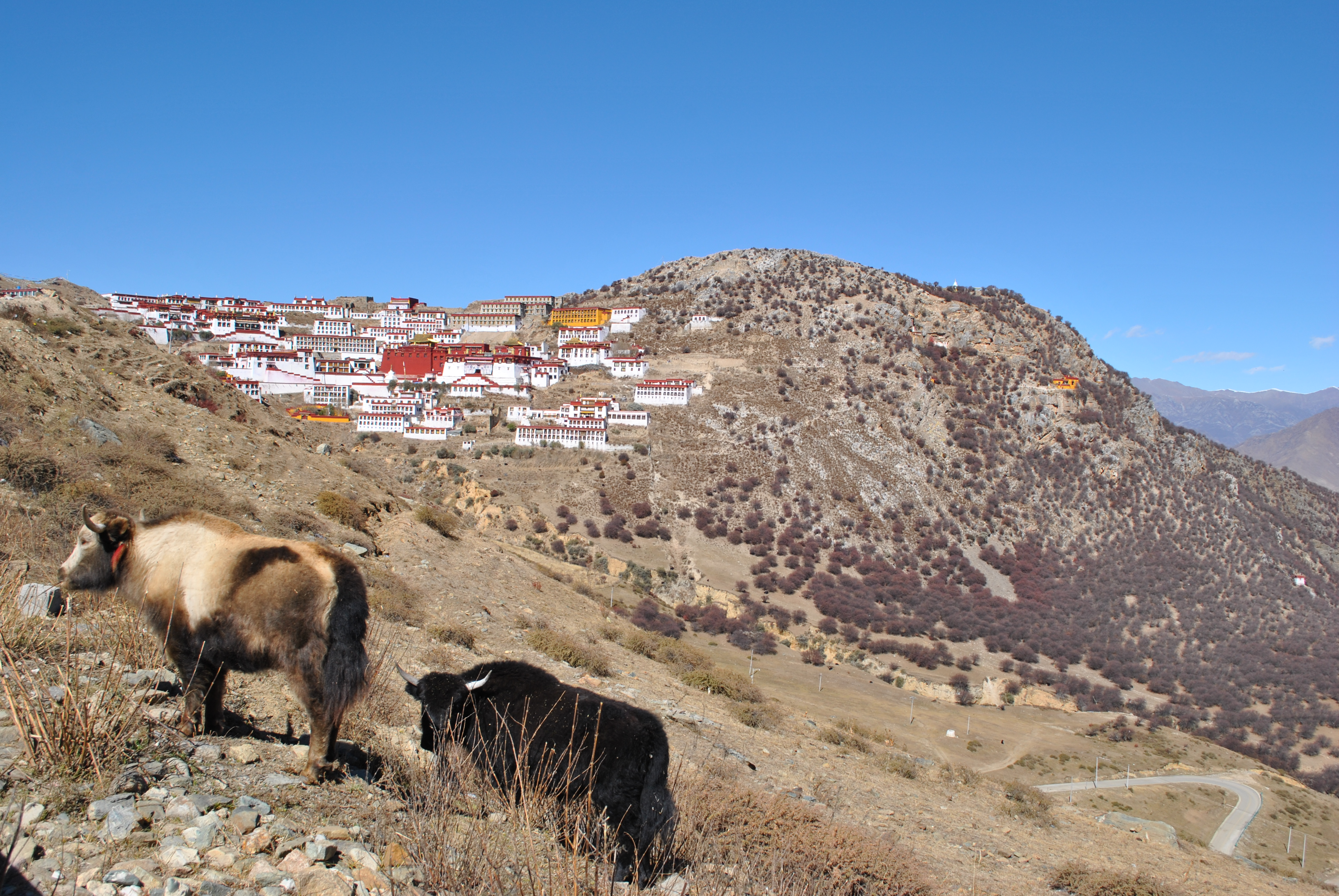
Pohled na klášter Gandän od jihu.
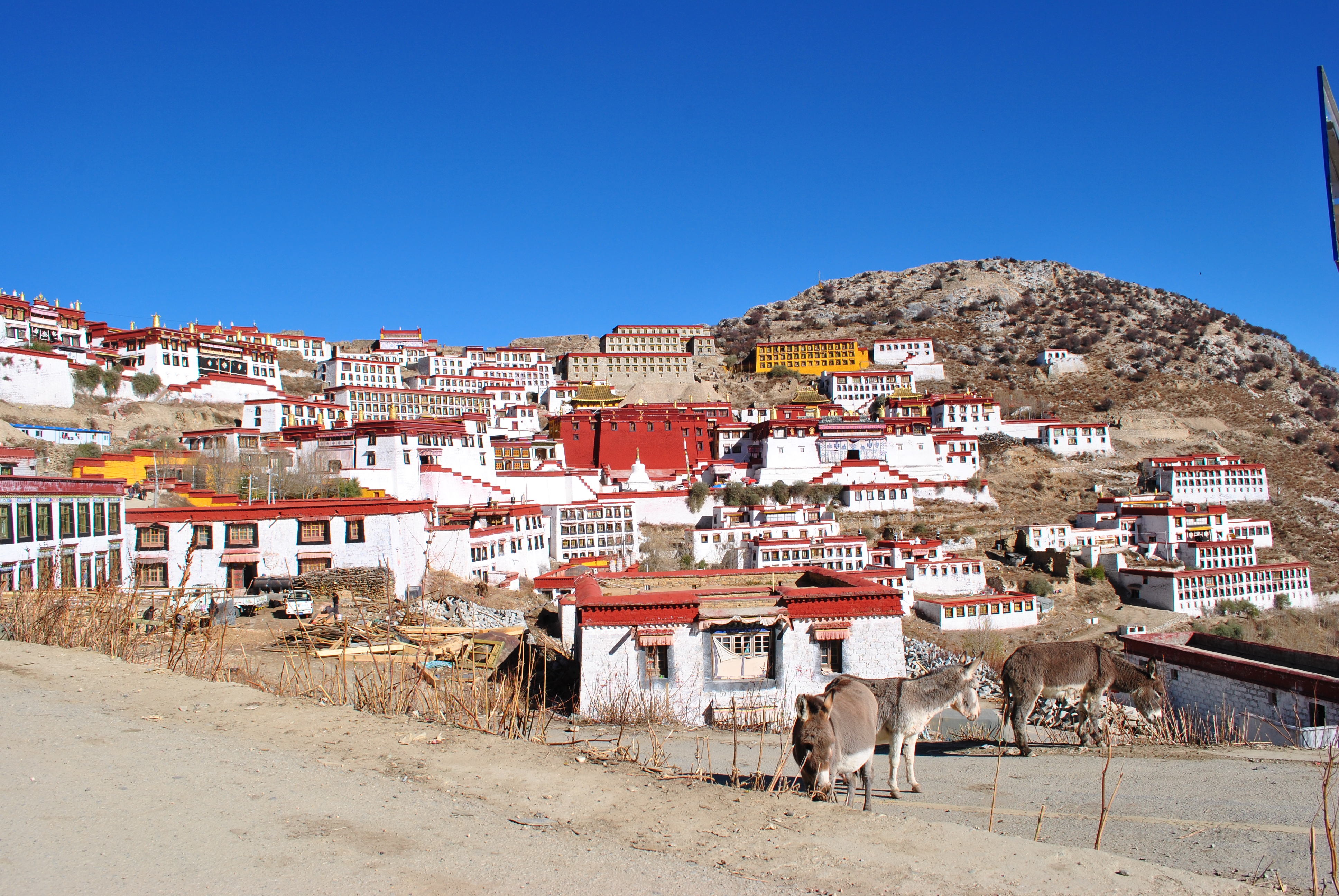
Pohled na klášter Gandän od jihu.
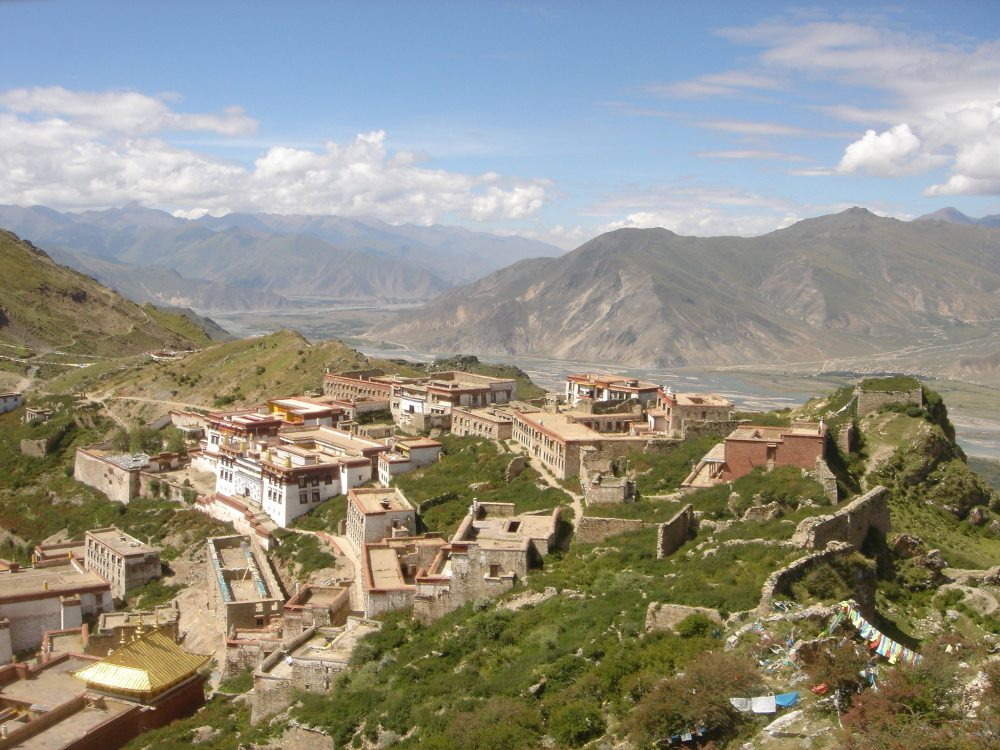
Pohled na klášter Gandän od severu.
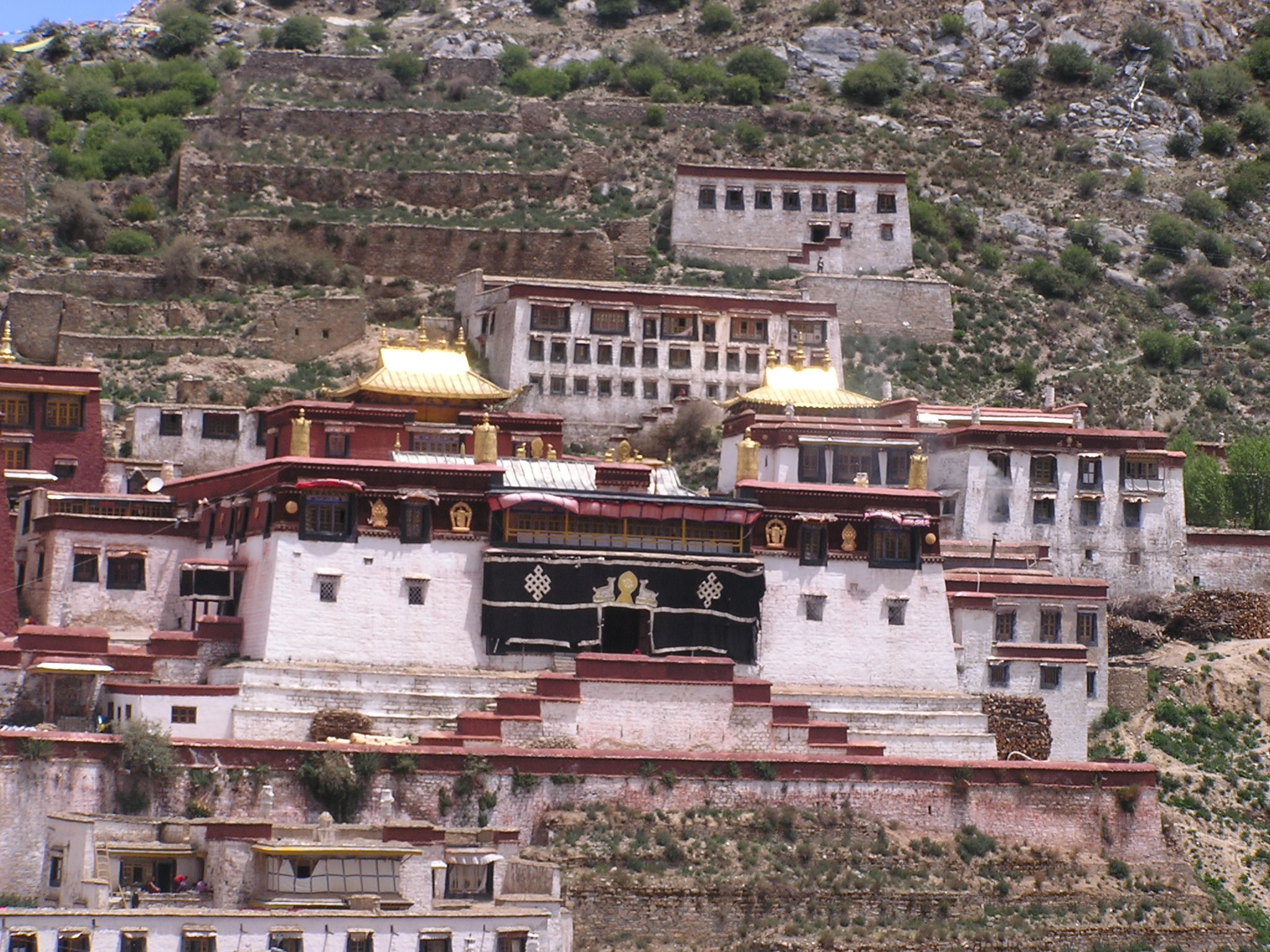
Klášter Gandän.
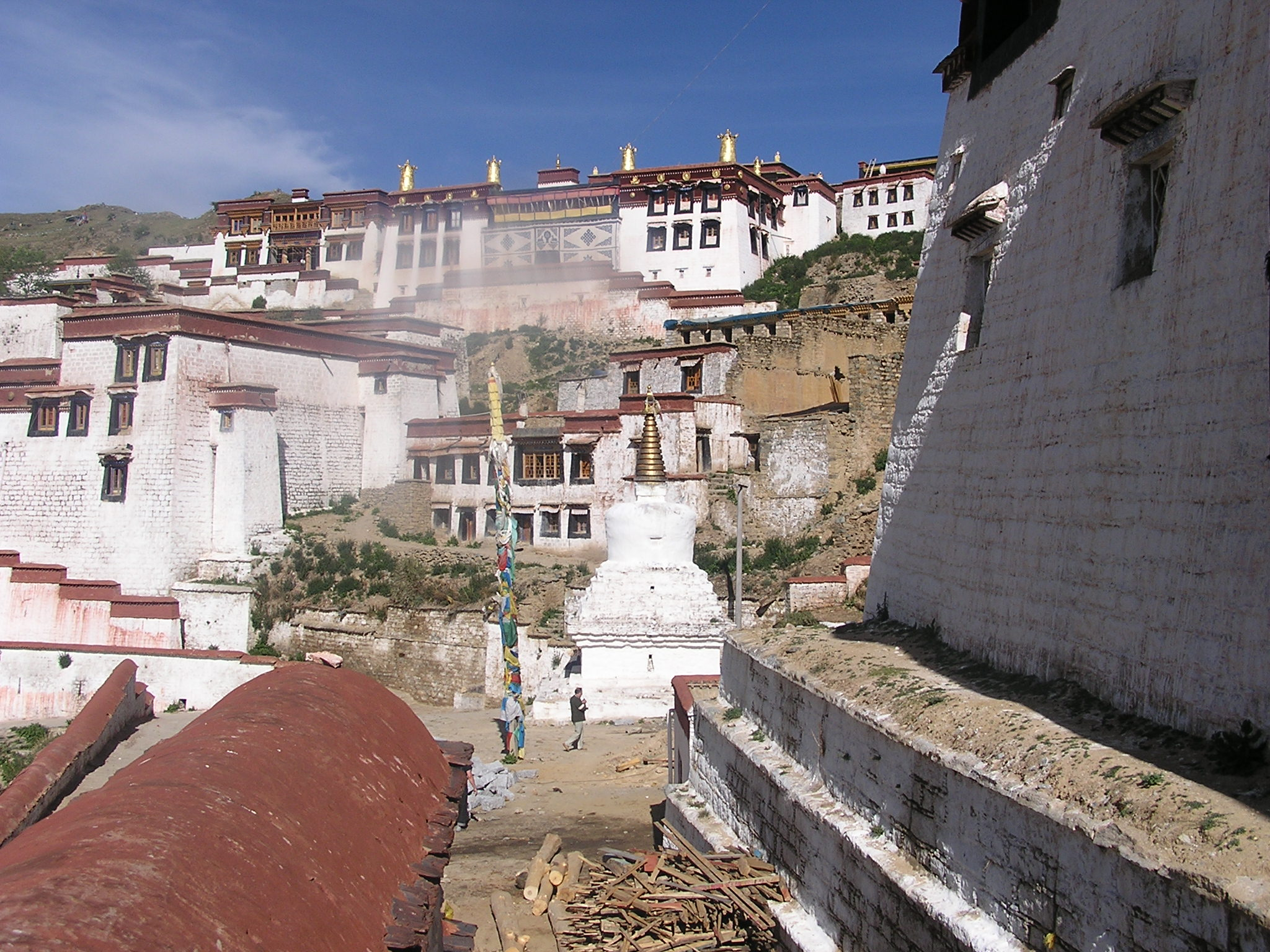
V areálu kláštera Gandän.
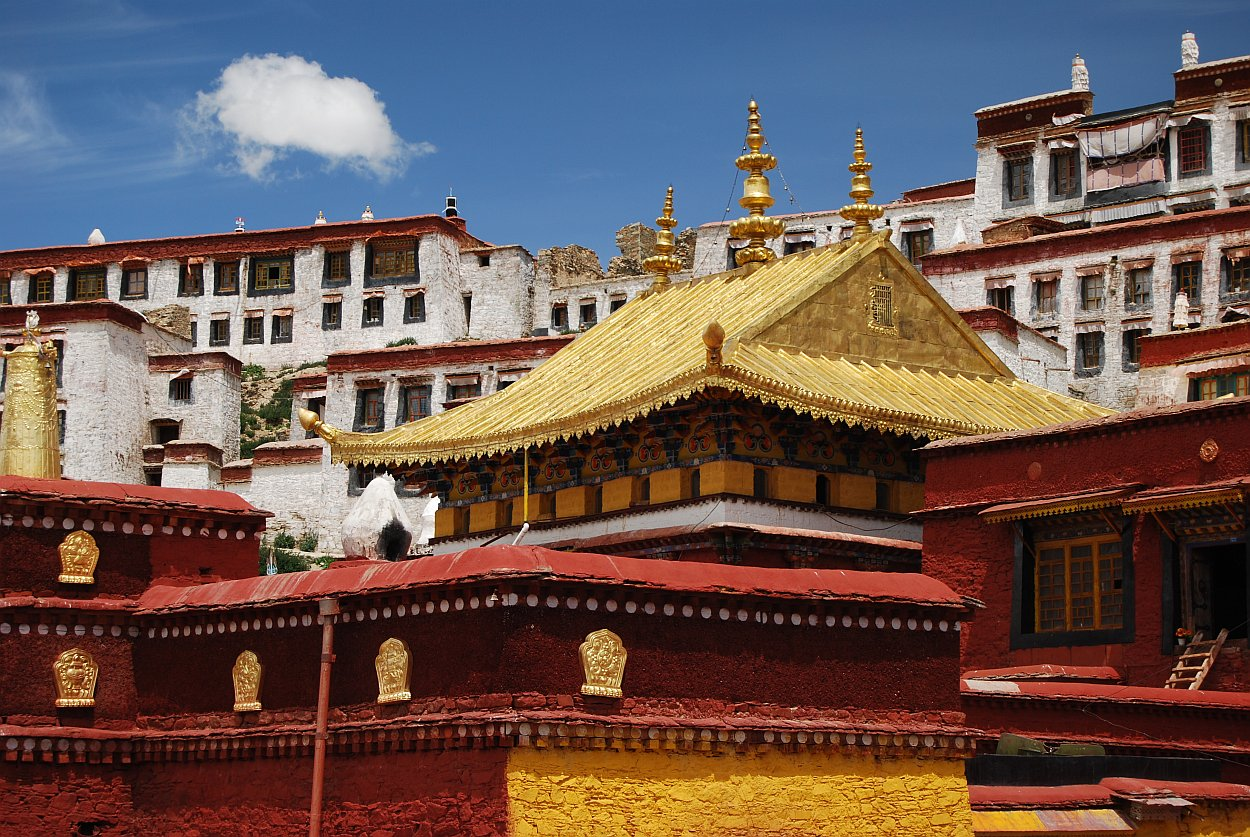
V areálu kláštera Gandän.
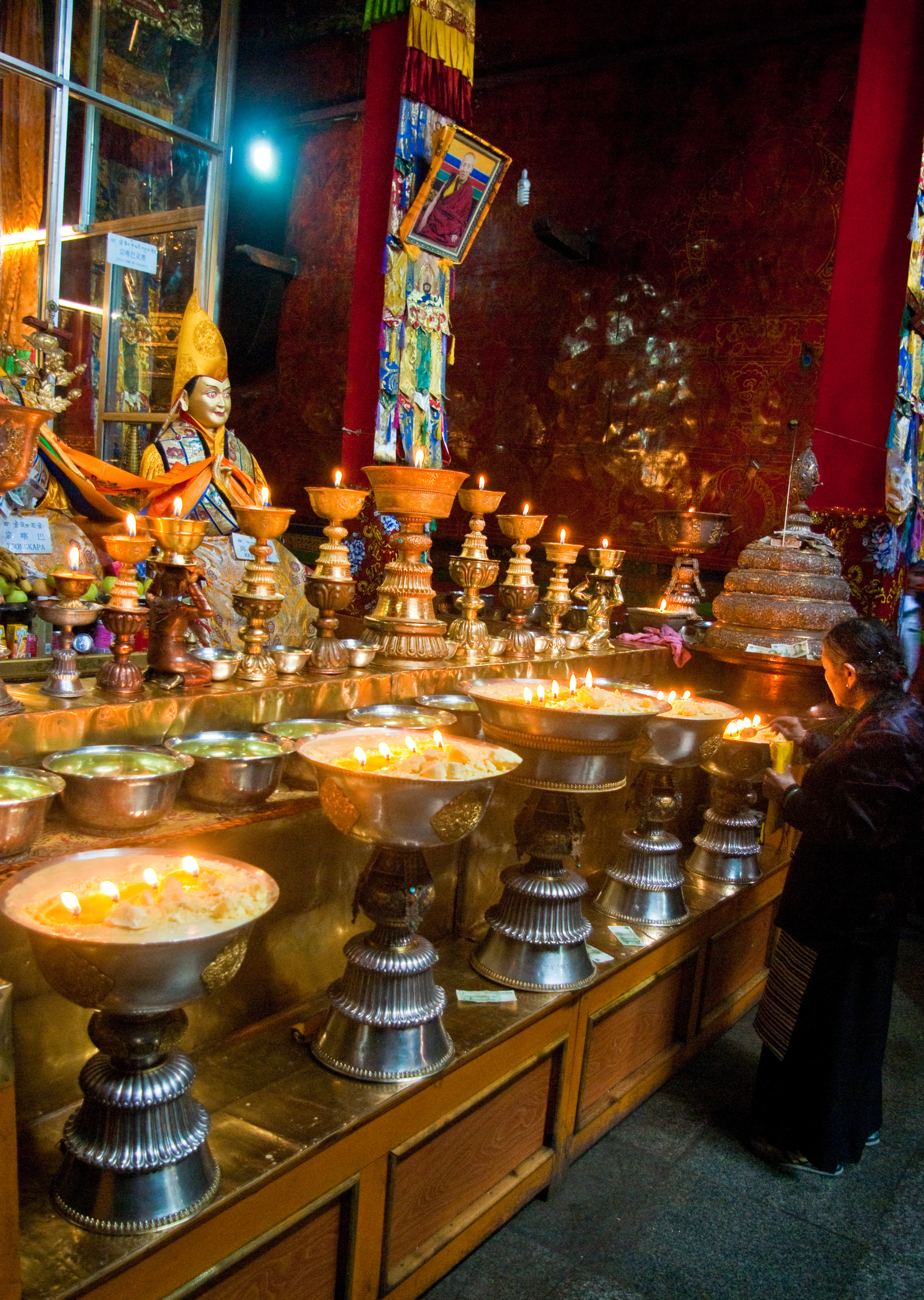
Interiér.
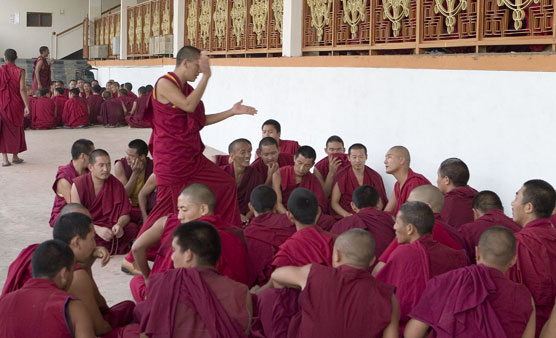
Debata mnichů v klášteře Gandän.